# ای‌تی‌اندتی مکزیکو
ای‌تی‌اندتی مکزیکو (انگلیسی: AT&T Mexico) شرکت مخابرات مکزیکی است، که در سال ۱۹۸۷ توسط شرکت ای‌تی‌اندتی تأسیس شد.